# Amerdingen
Amerdingen è un comune tedesco di 880 abitanti situato nel land della Baviera.